# イントロービオ
イントロービオ（イタリア語: Introbio）は、イタリア共和国ロンバルディア州レッコ県にある、人口約1,900人の基礎自治体（コムーネ）。

## 地理

### 位置・広がり
レッコ県北東部のコムーネ。県都レッコから北北東へ16kmの距離にある。

#### 隣接コムーネ
隣接するコムーネは以下の通り。括弧内のSOはソンドリオ県、BGはベルガモ県所属を示す。
- バルツィオ
- ジェローラ・アルタ (SO)
- パストゥーロ
- プレマーナ
- プリマルーナ
- ヴァルトルタ (BG)

### 気候分類・地震分類
気候分類では、zona E, 2902 GGに分類される。
また、イタリアの地震リスク階級 (it) では、zona 3 (sismicità bassa) に分類される。

## 行政

### 山岳部共同体
- 広域行政組織である山岳部共同体（イタリア語版）「ヴァルサッシーナ、ヴァルヴァッローネ、ヴァル・デージノ・エ・リヴィエラ山岳部共同体」 (it:Comunità montana della Valsassina, Valvarrone, Val d'Esino e Riviera) （事務所所在地: バルツィオ）に属するコムーネである。